# Idioma checo
El idioma checo (češtinaⓘ) es una lengua eslava occidental hablada principalmente en la República Checa, que se representa en la escritura utilizando el alfabeto latino junto con diversos signos diacríticos.
La lengua checa puede parecer compleja para quienes la aprenden como lengua extranjera; dicha complejidad se debe, entre otros aspectos, a su morfología. Otra peculiaridad de esta lengua es la aparente libertad en la sintaxis; a menudo, cualquier posibilidad organizativa de los términos es gramaticalmente aceptable. El ruso es una de las lenguas eslavas que comparte estos rasgos. A su vez, su similitud con el eslovaco hace que sea un idioma inteligible con este.

## Distribución geográfica
Es hablada por la mayor parte de la población de la República Checa. Además hay hablantes de este idioma fuera de su país de origen.

## Clasificación

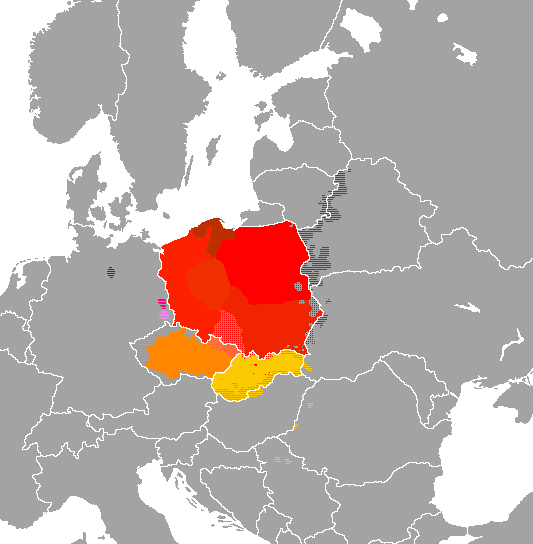
Mapa de las lenguas eslavas occidentales

El checo es una de las lenguas eslavas occidentales, junto con el polaco, el eslovaco, el casubio, el pomeranio y el sorabo en Alemania. Pertenece al subgrupo checo-eslovaco.

## Descripción lingüística

### Gramática
El idioma checo, como otras lenguas indoeuropeas, es una lengua flexiva. En el nombre y el adjetivo se distinguen hasta siete casos gramaticales (ver más adelante), tres géneros gramaticales (masculino, femenino y neutro, además de particularidades en los animados frente a inanimados) y dos números (singular y plural).
El caso gramatical, al igual que sucede en otras lenguas indoeuropeas, se distribuye por declinaciones temáticas (es decir, el sonido final de la raíz o la vocal temática, junto con el género y el tipo de animacidad, e indica qué paradigma morfológico presenta la palabra). En el nombre y el adjetivo se distinguen hasta siete casos diferentes que, comúnmente en checo, se numeran del 1 al 7 de acuerdo a la siguiente tabla:
| número del caso | nombre del caso         | Ejemplos                              |
| --------------- | ----------------------- | ------------------------------------- |
| 1               | nominativo              | kdo, co 'quién, qué'                  |
| 2               | genitivo                | koho, čeho 'de quién, de qué'         |
| 3               | dativo                  | komu, čemu 'a quién, a qué'           |
| 4               | acusativo               | koho, co(a) quién, qué                |
| 5               | vocativo                | oslovujeme, voláme                    |
| 6               | preposicional/ ablativo | kom, čem '(sobre) quién, (sobre) qué' |
| 7               | instrumental            | kým, čím '(con) quién, (con) qué'     |
En el verbo existe un sistema aspectual donde existe una forma de la raíz para las formas de perfecto y otra para las de imperfecto.

### Fonología

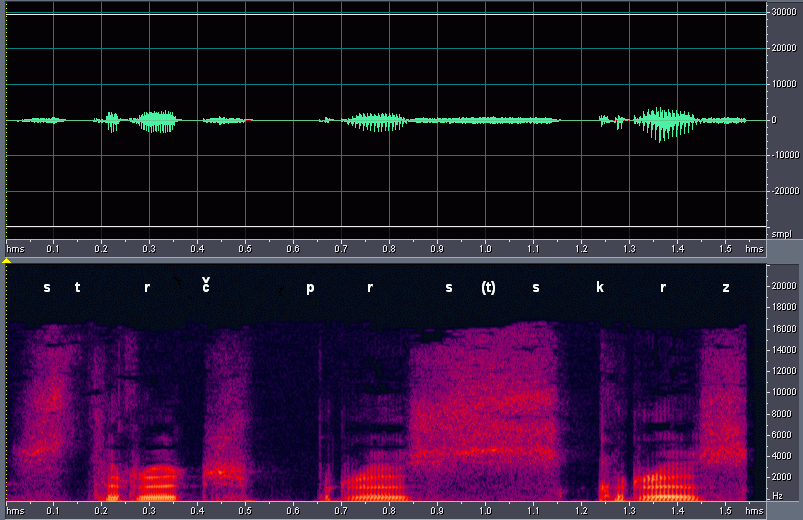
Espectrograma de la oración del checo «Strč prst skrz krk», que significa 'Introduce el dedo a través de la garganta'. En el espectrograma se aprecian claramente los fonos que la componen.

Una característica del checo es que admite grupos consonánticos complicados. Fonéticamente, el núcleo silábico puede estar ocupado por una líquida cualquiera, debido a que algunas palabras carecen de vocales propiamente dichas —así ztvrdl, scvrkl, prst 'dedo'—. Sin embargo, la sonoridad de las sonantes /l/ y /r/ cubre la función vocálica en esas palabras, pudiendo actuar como núcleo silábico. Por otro lado, la consonante /ř/ tiene una realización fonética que parece ser única del checo y realmente complicada de pronunciar para hablantes no nativos. Es una líquida vibrante palatal, es decir, se articula como las vibrantes del castellano, con la lengua en el paladar. Otra característica del checo es que todas las palabras tienen acento tónico en la primera sílaba.
El checo tiene diez fonemas vocálicos: cinco vocales breves y sus contrapartidas largas. La siguiente tabla engloba los alófonos principales de las vocales:
|          | breves  | breves    | breves   | largas  | largas    | largas  |
| anterior | central | posterior | anterior | central | posterior |         |
| -------- | ------- | --------- | -------- | ------- | --------- | ------- |
| cerradas | ɪ i, y  |           | u        | iː í, ý |           | uː ú, ů |
| abiertas | ɛ e     | a         | o        | ɛː é    | aː á      | oː ó    |

Los grafemas <y, ý> representan a las desaparecidas vocales /ɨ, ɨː/ (estas vocales acabaron confundiéndose en checo moderno con /i, iː/). El grafema <ů> representa un antiguo diptongo /ʊo/, que con el tiempo se confundió con /uː/. El inventario de consonantes viene dado por:
|             | Labial | Alveolar | Post- alveolar | Palatal | Velar | Glotal |
| ----------- | ------ | -------- | -------------- | ------- | ----- | ------ |
| Nasal       | m      | n        |                | ɲ       |       |        |
| Oclusiva    | p b    | t d      |                | c ɟ     | k (ɡ) |        |
| Africada    |        | ʦ (ʣ)    | ʧ (ʤ)          |         |       |        |
| Fricativa   | (f) v  | s z      | ʃ ʒ            |         | x     | ɦ      |
| Fricativa   | r̝      |          |                |         |       |        |
| Vibrante    |        |          |                |         |       |        |
|             | r      |          |                |         |       |        |
| Aproximante |        | l        |                | j       |       |        |

/r̝/ es una sonorante alveolar específica que puede ser sorda o sonora (que son dos alófonos del mismo fonema).
/ʃ/ se representa mediante la letra š
/ʒ/ se representa mediante la letra ž
/ɲ/ se representa mediante la letra ň
/c/ se representa mediante la letra ť
/ɟ/ se representa mediante la letra ď
/ɦ/ se representa mediante la letra h
/x/ se representa mediante el dígrafo ch
/ts/ se representa mediante la letra c
/tʃ/ se representa mediante la letra č
/dʒ/ se representa mediante el dígrafo dž
/r̝/ se representa mediante la letra ř

### Pronunciación

#### Alfabeto checo

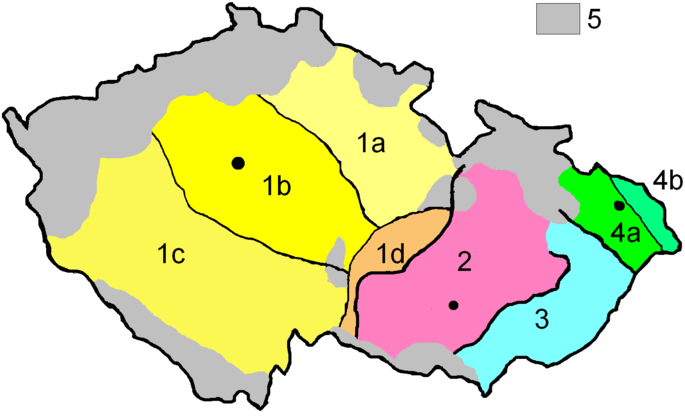
Dialectos del checo-moravo. Amarillo: checo propiamente dicho. Rosa: centromoravo. Azul: moravo oriental. Verde: dialectos de Lašsko.

El alfabeto checo se basa en el latino y contiene las siguientes 34 letras, ordenadas alfabéticamente:
a b c č d ď e f g h ch i j k l m n ň o p q r ř s š t ť u v w x y z ž
El sistema fonético del idioma checo es bastante complejo. Las vocales siempre son de dos calidades: larga o corta. Las primeras se marcan con un acento agudo, mientras que las segundas no llevan dicho acento agudo. Además de la tilde para marcar las vocales largas, el acento en el alfabeto usa el circunflejo invertido o carón (háček) para indicar calidad palatal de las consonantes.

##### Grupos de letras y sus pronunciaciones
Las siguientes sílabas tienen una pronunciación diferente del español.
Con la i y la y
di – la pronunciación es /ď + i/. Para que se lea /di/ debe escribirse dy.
ti – la pronunciación es /ť + i/. Para que se lea /ti/ debe escribirse ty.
ni – la pronunciación es /ñi/. Para que se lea /ni/ debe escribirse ny.
Nota: Fíjese bien que la i suave palataliza la consonante anterior, mientras la y dura la conserva.
Con la ě
dě – la pronunciación es /ď + e/. 
tě – la pronunciación es /ť + e/. 
ně – la pronunciación es /ñe/.
bě – la pronunciación es /bie/.
pě – la pronunciación es /pie/.
vě – la pronunciación es /vie/.
mě – la pronunciación es /mñe/.

### Inflexiones
Los casos del checo son nominativo, acusativo, genitivo, dativo, instrumental, locativo y vocativo. 
El checo distingue tres géneros (masculino, femenino y neutro) y el género masculino se subdivide en 'animado' e 'inanimado'. Con pocas excepciones, los sustantivos femeninos en el caso nominativo terminan en -a, -e o consonante; sustantivos neutros en -o, -e o -í, y sustantivos masculinos en consonante. Los adjetivos, participios, la mayoría de los pronombres y los números "uno" y "dos" están marcados por género y concuerdan con el género del sustantivo al que modifican o al que se refieren. Los verbos en tiempo pasado también están marcados por género, de acuerdo con el género del sujeto, p. dělal (él hizo o hizo); dělala (ella hizo o hizo) y dělalo (hizo o hizo). El género también juega un papel semántico; la mayoría de los sustantivos que describen a personas y animales, incluidos los nombres personales, tienen formas masculinas y femeninas separadas que normalmente se forman añadiendo un sufijo a la raíz; por ejemplo, Čech (hombre checo) tiene la forma femenina Češka (mujer checa).
Los sustantivos de diferentes géneros siguen diferentes patrones de declinación.

### Breve vocabulario
Abreviaturas (m. masculino, f. femenino, n. neutro, adj. adjetivo):
| Palabra                                | Traducción         | Transcripción en AFI |
| -------------------------------------- | ------------------ | -------------------- |
| tierra                                 | země               | [ˈzɛmɲɛ]             |
| cielo                                  | nebe               | [ˈnɛbɛ]              |
| agua                                   | voda               | [ˈvoda]              |
| fuego                                  | oheň               | [ˈoɧɛɲ]              |
| hombre                                 | muž                | [ˈmuʃ]               |
| mujer                                  | žena               | [ˈʒɛna]              |
| comer                                  | jíst               | [ˈjiːst]             |
| beber                                  | pít                | [ˈpiːt]              |
| grande                                 | velký              | [ˈvɛlkiː]            |
| pequeño                                | malý               | [ˈmaliː]             |
| noche                                  | noc                | [ˈnots]              |
| día                                    | den                | [ˈdɛn]               |
| gracias                                | děkuji             | [ˈɟɛkujɪ]            |
| Por favor                              | prosím             | [ˈprosiːm]           |
| Hola                                   | Ahoj               |                      |
| Buenos días / Buen día (por la mañana) | Dobré ráno         |                      |
| Buenos días, Hola (saludo formal)      | Dobrý den          |                      |
| Hoy                                    | Dnes               |                      |
| Sí                                     | Ano                |                      |
| No                                     | Ne                 |                      |
| ¿Es verdad?                            | Je to pravda?      |                      |
| Yo soy...,Yo estoy...                  | Já jsem...         | /ja: sɛm/            |
| ¿Quién eres tú?                        | Kdo jsi ty?        |                      |
| ¿qué es eso?                           | Co je to?          |                      |
| Padre                                  | Otec (m)           |                      |
| Madre                                  | Matka (f)          |                      |
| Hijo                                   | Syn (m)            |                      |
| Hija                                   | Dcera (f)          |                      |
| Hermana                                | Sestra (f)         |                      |
| Hermano                                | Bratr (m)          |                      |
| Escuela                                | Škola (f)          |                      |
| Café                                   | Káva (f)           |                      |
| Cerveza                                | Pivo (n)           |                      |
| Pan                                    | Chléb / Chleba (m) |                      |
| Ciudad                                 | Město (n)          |                      |
| Calle                                  | Ulice (f)          |                      |

1. Jeden (masculino), jedna (femenino), jedno (neutro)
2. Dva (masculino), dvě (femenino y neutro)
3. Tři
4. Čtyři
5. Pět
6. Šest
7. Sedm /SEDUM/
8. Osm /OSUM/
9. Devět
10. Deset

## Sobre distribución geográfica

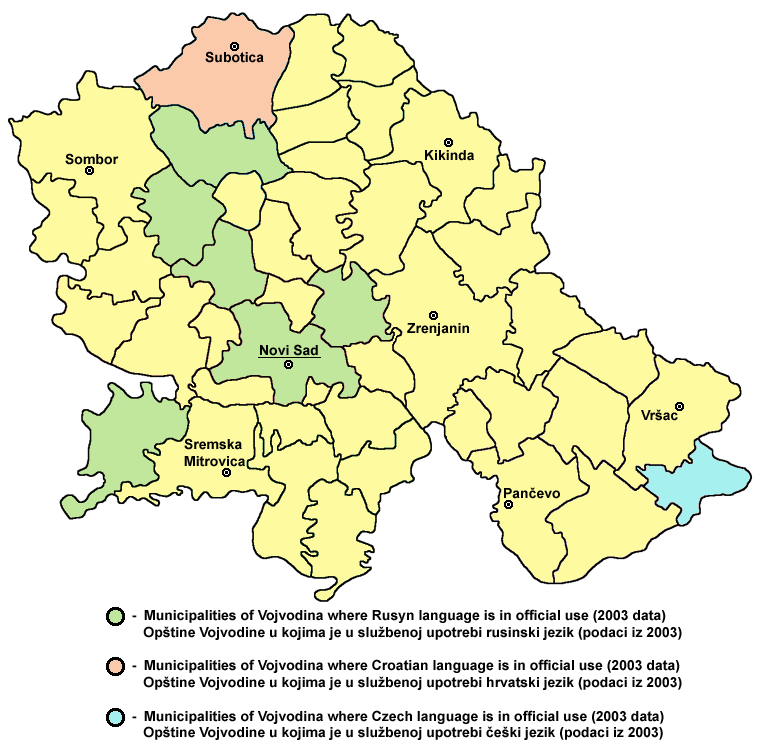
Mapa de Vojvodina, una provincia de Serbia, con el checo en uso oficial en un municipio del sureste.Uso oficial del checo en Vojvodina, Serbia (en azul claro).

Aproximadamente 10 millones de residentes en la República Checa hablan checo.
 Una encuesta del Eurobarómetro realizada entre enero y marzo de 2012 encontró que el primer idioma del 98 por ciento de los ciudadanos checos era el checo, la tercera proporción más alta de población en la Unión Europea (detrás de Grecia y Hungría).
Como idioma oficial de la República Checa (miembro de la Unión Europea desde 2004), el checo es uno de los idiomas oficiales de la UE y la encuesta del Eurobarómetro de 2012 encontró que el checo era el idioma extranjero más utilizado en Eslovaquia. El economista Jonathan van Parys recopiló datos sobre el conocimiento de idiomas en Europa para el Día Europeo de las Lenguas de 2012. Los cinco países con mayor uso del checo fueron la República Checa (98,77 por ciento), Eslovaquia (24,86 por ciento), Portugal (1,93 por ciento), Polonia (0,98 por ciento) y Alemania (0,47 por ciento).
Los hablantes de checo en Eslovaquia viven principalmente en ciudades. Dado que es una lengua minoritaria reconocida en Eslovaquia, los ciudadanos eslovacos que sólo hablan checo pueden comunicarse con el gobierno en su idioma en la medida en que los hablantes de eslovaco en la República Checa puedan hacerlo.

## Historia

### Checo medieval/antiguo

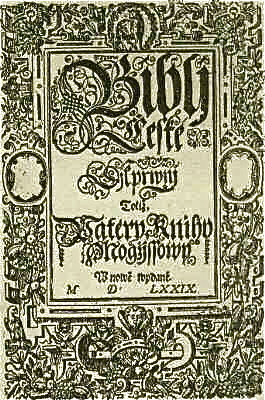
La Biblia de Kralice fue la primera traducción completa de la Biblia al checo a partir de los idiomas originales. Sus seis volúmenes se publicaron por primera vez entre 1579 y 1593. Un libro de estilo gótico con diseños florales y ornamentados en la portada.

El término "checo antiguo" se aplica al período anterior al siglo XVI, y los registros más antiguos del período altomedieval también se clasifican como "checo antiguo temprano", pero también se utiliza el término "checo medieval". La función de la lengua escrita fue desempeñada inicialmente por el eslavo antiguo escrito en glagolítico, más tarde por el latín escrito en escritura latina.
Hacia el siglo VII, la expansión eslava llegó a Europa Central, instalándose en la franja oriental del Imperio franco. El sistema de gobierno eslavo occidental de Gran Moravia se formó en el siglo IX. La cristianización de Bohemia tuvo lugar durante los siglos IX y X. La diversificación del grupo checo-eslovaco dentro del eslavo occidental comenzó en esa época, marcada entre otras cosas por el uso de la consonante fricativa velar sonora (/ɣ/)[10] y el acento constante en la primera sílaba and consistent stress on the first syllable.
La lengua bohemia (checa) se registró por primera vez por escrito en glosas y notas breves durante los siglos XII y XIII. Las obras literarias escritas en checo aparecen a finales del siglo XIII y principios del XIV y los documentos administrativos aparecen por primera vez hacia finales del siglo XIV. La primera traducción completa de la Biblia, la Biblia de Leskovec-Dresde, también data de este período También se produjeron fuera de las universidades textos checos antiguos, incluidos poemas y libros de cocina.
La actividad literaria se generaliza a principios del siglo XV en el contexto de la Reforma bohemia. Jan Hus contribuyó significativamente a la estandarización de la ortografía checa, abogó por una alfabetización generalizada entre los plebeyos checos (particularmente en religión) e hizo esfuerzos tempranos para modelar el checo escrito a partir del idioma hablado.